# Борикe (Рогатица)
Борике (понегдје погрешно Борика) је насељено мјесто у општини Рогатица, Република Српска, БиХ. Борике су највећа мјесна заједница на територији општине Рогатица. Ово село је добило име по боровој шуми која га окружује. Борике су прави рај за све љубитеље природе, ваздушна бања, богате су шумским предјелима пуним дивљачи и ливадама на којима могу да се нађу многе врсте ријетког биља: Медвјеђа Лијеска (Corylus colurna), као и Панчићева оморика.

## Географија
По свом географском положају Борике се налазе на раскршћу путева између Рогатице (18 km), Вишеграда (35 km), и Хан Пијеска (40 km). Борике су окружене Боричком висоравни, која се простире на надморској висини између 950-1100 метара надморске висине. Окружена је брдима:
- Тмор (1350 м) са јужне стране,
- Медником (1229 м) са југозападне стране, те планинама:
- Деветаком (1424 м) са западне,
- Бокшаницом (1281 м) са сјеверне,
- Ивицом-Сјемећ (1496 м) са југоисточне и кањоном ријеке Дрине са источне стране.

Борике својом територијом излазе на лијеву обалу Дрине у мјесту Стари Брод са надморском висином од око 300 метара, па се тако сврставају међу ријетка мјеста са висинском разликом од око 1000 метара надморске висине.

## Клима и воде

### Воде
Познато је да на Боричкој висоравни има преко двадесетак извора питке воде. Већина њих се слива у понорницу код села Агаровићи, која се у Старом Броду код кањона Суви до улива у Дрину. У Старом Броду се налази и извор љековите воде, у чијем саставу има много минерала и аминокиселина, те га због тога наш народ у шали назива извор "мушке воде".
У селу Рађевићи 1984. године разведена је вода у скоро сва боричка села и засеоке. У склопу водовода постоји главни базен Зечица и петнаест сеоских базена из којих се снабдијева око 200 домаћинстава. Дужина водоводне мреже износи преко 200 km и представља најдужу мрежу у руралном подручју Републике Српске.

### Клима
На Борикама влада планинска клима са великим снијеговима, који се дуго задржавају, до касног прољећа. Максималне температуре достижу 30 °C, минималне -28 °C, а средње 15 °C. Годишња количина падавина достиже 1500 мм, док количина атмосферског талога (распоређена по годишњим добима) најравномјернија је у Европи. Интересантно је да Борике, као и Хан Пијесак, Космај и Бyкуља у Србији, спадају у најбогатија мјеста озоном у бившој Југославији.

## Туризам

### Ергела Борике
На Борикама је (1893—1895) године основана ергела за узгој коња арапске расе, а 1925. и аутохтоне расе брдско-брдске расе коња. То је била једина ергела ове врсте на простору Балкана. Првобитни циљ ергеле је био да се добије крупнији и масивнији брдски коњ, са крупнијим вратом, а за то је био потребан арапски оплемењивач. Ергела је од 1895. године почела са увозом арапских пунокрвних и полукрвних коња из најбољих европских ергела као што су: Radautz, Babolna, Slawuta. За остваривање оваквог циља, Аустро-Угарска је обезбиједила новац и стручњаке. Војсци а и народу је био потребан коњ снажне тјелесне грађе и велике издржљивости. Док је ергела била у пуном сјају, шездесетих, седамдесетих и осамдесетих година прошлог вијека, добијају се високорасни коњи по којима је РС (БиХ) постала позната не само у региону, него и у Европи. Осамдесетих година, на ергели је узгајано око 400 грла, не рачунајући већи број у оквиру кооперативног народног узгоја. Тада су босанско-брдски коњи освајали награде и побјеђивали на бројним такмичењима и пољопривредним сајмовима. У почетку рада ергеле, кренуло се са више узгојних линија али због доминације у наслеђивању особина, задржане су само двије узгојне линије: Мишко и Барут. Сви мушки потомци носе име по линији оца, добијају своје мјесто у матичним књигама, односно сваком грлу може да се прати поријекло до десет генерација уназад. Женско потомство добија име по роду (поријеклу мајке), матични број и жиг. Након више од 100 година, овај коњ остао је фенотипски идентичан изворном арапском коњу, непромијењен изгледом и карактером. Данас, ергела Борике броји 98 коња, од тога је 56 босанско-брдске пасмине и 40 арапске пасмине. Ергела пружа услуге јахања, вожњу саоницама зими и кочијама љети.

### Хотел Борике
Недалеко од ергеле, у боровој шуми смјештен је Хотел Борике. Одмах након изградње 1984. године, привукао је пажњу политичке и естрадне елите. Право на љепоту природе, најбоље коње и неограничене количине озона имали су само одабрани. Недавно је хотел обновљен и располаже капацитетом од 35 лежаја, посједује добар ресторан,( који нуди квалитетна јела националне кухиње: борички кајмак, цицвару у меду и домаће ракије), аперитив бар, ловачку собу као и атрактивни апартман, у коме су некада боравили највећи политички ауторитети попут Џемала Биједића, који је недалеко од овог мјеста имао своју кућу за одмор. Хотел је изузетно погодан како за одмор тако и за пословне састанке, семинаре и конференције.

## Занимљивости
Југословенска рок група Бијело дугме је свој други албум Шта би дао да си на мом мјесту, заједно са пјесником Душком Трифуновићем припремила на Борикама. Након тога су свјетски медији објавили причу о Борикама, које је вођа групе Горан Бреговић назвао "рајским острвом на Балкану".
Један од чистокрвних арапских коња по имену Сабих, је током распада Југославије поклоњен генералу Војске Републике Српске Ратку Младићу, и данас се чува у ергели Борике. На Борикама (Сјеверско) се налази споменик краљу Петру I Карађорђевићу, подигнут 1925. године.
На Борикама се налази и раритетни примјерак стабла Медвјеђе лијеске, старости 450 година, обима крошње 12 метара и изузетне љепоте. Ово стабло је под заштитом државе.

## Култура
На Борикама се налази црква Светих апостола Петра и Павла, која је саграђена 1909. а освештана 1910. године. Испред храма се сваке године на Илиндан 2. августа одржава традиционални Илиндански сабор на Борикама, гдје је православно становништво спојило вјерску традицију ових крајева са забавом, креирајући манифестацију на којој се представљају српска фолклорна друштва, пјевачке и свирачке групе, народне ношње. На Борикама се налази и споменик краљу Петар I Карађорђевић, у засеоку Сјеверско.

## Становништво
| Националност       | 2013. | 1991. | 1981. | 1971. |
| Срби               | 137   | 226   | 244   | 216   |
| Муслимани          |       | 17    | 12    | 20    |
| Југословени        |       |       | 5     | 3     |
| остали и непознато |       | 1     |       | 5     |
| Укупно             | 137   | 244   | 261   | 244   |

| Демографија | Демографија | Демографија |
| Година      | Становника  | Становника  |
| ----------- | ----------- | ----------- |
| 1961.       | 378         |             |
| 1971.       | 244         |             |
| 1981.       | 261         |             |
| 1991.       | 244         |             |
| 2013.       | 137         |             |